# Port d'Alexandrie
Le port d'Alexandrie est situé à l'extrémité ouest du delta du Nil, entre la Mer Méditerranée et le Lac Mariout à Alexandrie, en Égypte. Considéré comme la deuxième plus importante ville et le port principal de l'Égypte, il gère plus des trois quarts du commerce extérieur de l'Égypte. Le port d'Alexandrie se compose de deux ports (Est et Ouest), séparés par une péninsule en forme de T. Le port Est est peu profond et n'est pas navigable par les grands vaisseaux. Le port Ouest est utilisé pour le transport commercial. Le port est formé par deux brise-lames.

## Histoire

### Antiquité
Le port d'Alexandrie est l'un des plus vieux du monde. Les premières installations portuaires ont été construites en 1900 avant notre ère, dans le village de Rhakotis, pour la navigation côtière et l'approvisionnement de l'île de Pharos (qui fait maintenant partie du quartier "Ras el-Tin").
Au fil des siècles, le sable et les dépôts de sédiments on rendu ce port non-navigable. Il a été nettoyé par les troupes d'Alexandre le Grand en 331 avant notre ère lors de la construction de la ville d'Alexandrie comme base maritime pour sa flotte. L'architecte d'Alexandre, Dinocrate de Rhodes, a relié le port d'Alexandrie et l'île de Pharos avec un pont de 1200 mètres de long et 200 mètres de large, créant ainsi deux bassins portuaires pour la navigation commerciale et militaire : Le bassin nord-est (actuellement, le port est) a été conçu pour les navires militaires et le bassin du sud-ouest (actuellement le principal port d'Alexandrie) à des fins commerciales. À l'époque ptolémaïque, un deuxième pont a été construit vers Pharos, divisant encore le port est en deux anses.
Selon Strabon, Alexandrie avait un port fluvial sur le Lac Maréotis en plus des ports sur la Méditerranée. Le lac n'a pas de débouché le reliant à la mer, mais était relié au Nil par des canaux. Strabon décrit le port du lac comme étant plus animé que les ports maritimes. Durant la période romaine, le grain était exporté en grandes quantités à partir du port ouest de la ville, ce qui lui a valu le nom de "Portus Magnus". Le grain était apporté sur le Nil en barque et stocké dans de grands greniers sur la rive du Lac Maréotis avant expédition. À l'apogée de l'Empire Romain, Alexandrie expédiait 83 000 tonnes de céréales par an à Rome. Durant l'Antiquité tardive, la ville expédiait de 220 000 tonnes de céréales par an à Constantinople.

### Époque moderne
Méhémet Ali a émis l'ordre de rétablir et en partie retracer le canal d'eau douce du Nil lors de son ascension au pouvoir. À son achèvement en 1820, il a été nommé le canal de Mahmoudiyah. Sous le règne de Méhémet Ali, le chantier naval d'Alexandrie a été fondé.
Au cours de la première Guerre Mondiale, la force expéditionnaire britannique en Méditerranée, qui a pris part à la Campagne de Gallipoli, a utilisé le port d'Alexandrie comme base principale pour les troupes et les fournitures destinées au débarquement au Cap Helles.
Le président Hosni Moubarak a entrepris d'importants travaux d'extension du port visant à éliminer les goulots d'étranglement dans les différents entrées du port. Le port de Dekheila a été construit comme une extension naturelle du port d'Alexandrie, en 1986, pour suivre le rythme de l'évolution de la circulation des navires, des moyens de livraison et de déchargement et la conteneurisation.